# 黃頸雙線䲁
黃頸雙線鳚（學名：Enneapterygius flavoccipitis），又名黃頂雙線鳚、狗鰷、三鰭鳚，為條鰭魚綱䲁形目三鰭䲁科雙線䲁屬下的一個種，該物種分佈於西太平洋海域，棲息深度為0米至22米，本魚體型小呈圓柱狀，頭頂及第一背鰭基部為黃色，身體有紅褐色斜線，第二背鰭無黑斑，尾柄條窄，位於尾柄基部，背鰭硬棘14-15枚、背鰭軟條8-10枚、臀鰭硬棘1枚、臀鰭軟條17-18枚，體長可達2.7公分，棲息在珊瑚礁、潟湖，以藻類為食，雌魚產附著性卵在藻類築的巢，雄魚會守護卵，幼魚為浮游性，生活習性不明。

## 扩展阅读
- 維基物種上的相關：黃頸雙線鳚

1. ↑  Williams, J.; Holleman, W. . The IUCN Red List of Threatened Species. 2014, 2014: e.T178894A1544745  [20 November 2021]. doi:10.2305/IUCN.UK.2014-3.RLTS.T178894A1544745.en .